# 静岡県上野村村八分事件
静岡県上野村村八分事件（しずおかけんうえのむらむらはちぶじけん）は、1952年に静岡県富士郡上野村（現: 富士宮市）で発生した、不正選挙の告発に端を発し、告発者一家が村八分にされた人権侵害事件。

## 事件の経緯

### 発端

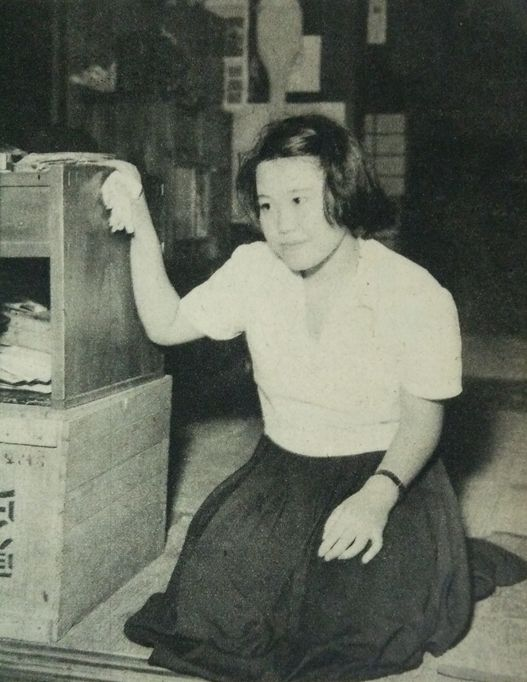
石川皐月（1952年）

上野村では、1952年以前から組織的な替玉投票が公然と行われていた。隣組（同村では、戦後も隣組が維持されていた）の組長が各家庭を訪問し、「棄権するなら代わりに行ってくる」と言って半ば強制的に入場券を回収したり、「棄権する人がいたら組長宅まで入場券を持ってくるように」と記した回覧板が廻されるなどして、「棄権防止」という名目のもと、入場券が集められた。即ち、こうして回収された入場券で村の有力者が何度も投票していたのである。しかし、選挙管理者はこれを黙認しており、村民もこうした行為に何の疑問も抱いていなかった。
同村在住の中学生・石川皐月（後の加瀬皐月、1935年5月11日に出生）は、事件の2年前の1950年6月に行われた第2回参議院議員通常選挙の際にも同様の不正に気付いており、こうした風潮に憤りを感じていた。そこで、こうした不正選挙を問題提起するため、在校していた上野中学校（現在の富士宮市立上野中学校）の学内新聞「上野中学新聞」に、替玉投票を告発する文章を掲載した。しかしこの時、学校側は全生徒から配布された新聞を回収すると、全て焼却してしまった。

### 告発
事件の引き金となる1952年5月6日に行われた第2回参議院議員補欠選挙:85においても、石川（この時彼女は富士宮高校に進学し、高校生となっていた）は同様の手口で不正選挙が行われたことに気が付いた。この補選は、与党・自由党は小林武治を公認したが、吉田茂首相は斎藤寿夫静岡県知事に、緑風会の石黒忠篤を支援するよう命じた。その結果、石黒を当選させるために不正が行われた。
石川は、不正を改めて告発する決意を固めた。当初は選挙管理委員に告発することも検討したが、選挙委員も不正選挙に加担しているのではないかと考え、これは断念した。また、不正選挙の中心人物は村役場そのものであると思われたため、村役場に告発することは選択肢に含まれなかった。さらに、当時石川は警察と学生の間で頻発していた様々な問題を見聞きしており、警察を信頼していなかったため、警察に訴え出ることは念頭になかった:226。そこで、石川は朝日新聞に不正選挙を告発することとした。
翌5月7日、石川は「隣組の組長が、棄権防止の為と称して入場券を回収して廻っていたので、真相を貴支局で調べて欲しい」と記した手紙を、朝日新聞社静岡支局宛てに投函した。この時、差出人の住所氏名は手紙に明記された。朝日新聞の反応は素早く、5月8日には早くも記者が富士宮高校に現れ、石川を訪問した。その数日後には事件が記事となり、さらにその数日後には、事件の関係者十数名が警察に出頭を命じられた。なお、当選した石黒は選挙違反に問われず、そのまま任期を全うした（第4回参議院議員通常選挙で全国区に転出し再選、在籍中に死去）。
こうして問題は落着するかに見えたが、事件はこの後異なる問題へと発展してゆく。

### 村八分
選挙が終わって暫く経った日、石川は路上で同村の女性に呼び止められた。そして「今日十何人もの人が警察に呼ばれた。まだ皆帰ってきていないが、帰ってきたら皆してお礼に行くそうだ」と報復のお礼参りが計画されていることを仄めかされ、「学生なのだから、他人を罪に落として喜んだり、自分の住んでいる村の恥をかかせることが良いことか悪いことかくらい分かるだろう」と、あたかも不正選挙を告発することが悪であるかのように主張された。
この頃から、石川家に対する村八分が開始された。田植えの季節が既に始まっていたが、近所からの手伝いが誰も来なくなり、朝夕の挨拶すら避けられるようになった。また、石川は友人から、村民の一部が石川の奨学金を停止しようと各所に働きかけていると知らされた:229。さらに、近所の小中学生が石川の妹に対して「アカだ」「スパイだ」と野次を浴びせたり、地元の新聞が石川の父親の操行について書き立てた。法務局の調査に対して、村民は村八分の正当化のために「石川の父親が金を返さない」と申し立てたが、父親の問題と選挙の問題は別であると考えていた石川は、「父親の行為を正せないものが、村の問題をとやかく言うべきではない」という村民の意見を聞き、ショックを受けた:244。
結局、同年6月24日付けの朝日新聞を皮切りに、全国の新聞や雑誌がこの村八分問題を報道し始めたことにより、上野村は全国から注目を浴びることとなった。この日の朝日新聞の紙面では、石川の「不正をみても黙っているのが村を愛する道でしょうか」という言葉や、石川の恩師の高校教師の「正しいことはあくまで押し通すべきだと教えながら、現実の社会悪に対しては全く無力です」という嘆きの声が報じられている。
一方、村民の中には、村八分をせず石川を支持する者もいた。たとえば、富士宮高校の生徒会は全会一致で石川の支持を宣言した。また、教職員らも石川を支持し、7月上旬には、静岡県教職員組合及び同組合富士宮高校分会が石川を全面的に支持する声明文を発表した:245。
しかし報道はさらに過熱していき、石川が日本共産党に入党したという噂が流れたり、左翼思想や危険思想の持ち主であるかのように報じられた。また、警察が自分や自分への訪問者の思想傾向などの身辺を調査していることを知った石川は、報道や警察への不信を募らせた:248-249。

### その後

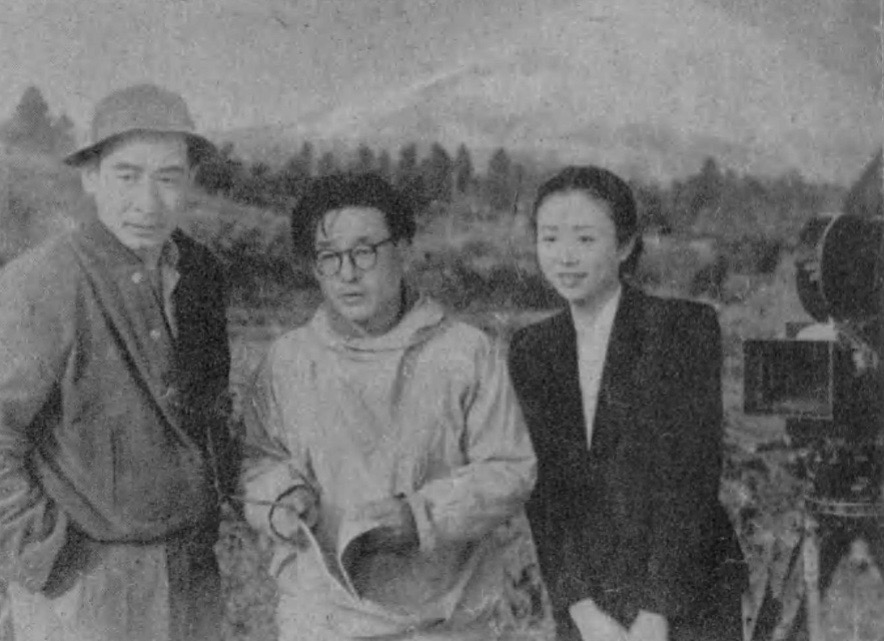
1953年3月に公開された映画『村八分』

その後、石川は上京して上野村をしばらく離れた時期もあったが、1952年の秋ごろになると、ようやく村八分は緩和されはじめ、石川家を無視していた村民達との交流も回復し始めた:255。
事件の翌年の1953年には、近代映画協会製作・現代ぷろだくしょん協力のもと、『原爆の子』の新藤兼人による脚本で、今泉善珠の監督によりこの事件の顛末が映画化され、『村八分』として公開された。
石川はこの事件の手記を著し、1953年に『村八分の記―少女と真実』を理論社より上梓している。この手記は、後に「現代教養全集第11集・日本の女性」（1959年、筑摩書房）に平塚雷鳥らの著作とともに収録された。石川は後年、加瀬皐月として婦人民主クラブに所属し、事務局長として活躍した。
この事件を著書で紹介した礫川全次は、こうした事件は今日の日本の至る所で起きているとし、「こうした村落共同体の村八分を「前近代」の遺風と理解する限り、いじめ問題に象徴される現代日本社会の病弊は把えられないであろう」と警鐘を鳴らしている。